# 4 Walls
4 Walls（フォー・ウォールズ）はf(x)による4枚目のアルバム。2015年10月27日にDreamUsを通じてSMエンタテインメントからリリースされた。表題曲はアルバムのタイトルと同じく「4 Walls」である。
ソルリが脱退してから初めてリリースされるアルバムであり、主に脱退後のメンバーの人数である「4」というキーワードを本アルバムを通じて強調している。アルバムにはLDN NoiseやStereotype、Kenzieなどといった作曲者が制作に参加し、ハウスやEDMなどといった様々なジャンルを取り入れた楽曲が合計10曲収録されている。

## 背景
韓国を拠点に活動するf(x)は本アルバムが発売される少し前までビクトリア、アンバー、ルナ、クリスタル、ソルリの5人組で構成されている事で知られていたが、2015年8月7日にソルリが演技活動に専念する為に脱退した。本アルバムは4人体制になって初めてリリースされたアルバムである。その後もプロジェクトでのリリースを除くと正式的に韓国でアルバム等をリリースせず、メンバー全員がビクトリアを最後にSMエンタテインメントとの契約を満了した為、4人体制での最後のアルバムでもある。
前作のRed Lightからは1年3ヶ月ぶりであり、主に夏にアルバムをリリースするf(x)にとっては2009年の『Chu〜♡』以来約6年ぶりに秋にリリースされるアルバムである。

## リリース
2015年8月13日、所属事務所のSMエンタテインメントが年内に新しいアルバムを発表させると明かし、同年9月11日には済州島にてミュージック・ビデオが撮影された。
10月20日にカムバックプロジェクトがスタートし、予告イメージを次々と公開した後に27日、ミュージック・ビデオとアルバムがリリースされた。
また、10月21日から26日までカムバックプロジェクトに並行してソウル特別市梨泰院にアルバムのアートフィルム展が開催され、4つの壁に個人のティザービデオが映し出された展示が展開された。展示のテーマは毎日変わり、外のトラックリストが記されたガラスから展示を覗く様になっている。

## 収録曲
| #         | タイトル           | 作詞                           | 作曲                                                                                              | 編曲                                                                                              | 時間  |
| --------- | ------------------ | ------------------------------ | ------------------------------------------------------------------------------------------------- | ------------------------------------------------------------------------------------------------- | ----- |
| 1.        | 「4 Walls」        | イ・スラン                     | LDN Noise, Tay Jasper, Adrian Mckinnon                                                            | LDN Noise                                                                                         | 3:27  |
| 2.        | 「Glitter」        | イ・スラン                     | Andreas Oberg, Maria Marcus                                                                       | Andreas Oberg, Maria Marcus                                                                       | 2:59  |
| 3.        | 「Deja Vu」        | チョ・ユンギョン               | Adam Kapit, Ryan S. Jhun, Nermin Harambasic, Kine J. Hansen, Lloyd Lawrence Lorenz, Camilla North | Adam Kapit, Ryan S. Jhun, Nermin Harambasic, Kine J. Hansen, Lloyd Lawrence Lorenz, Camilla North | 3:40  |
| 4.        | 「X」              | キム・インヒョン, シン・ヘソン | Nicolas Jack Scapa, Brian Robertson, Fransisca Hall, Anjulie Persaud, Ryan S. Jhun                | Nicolas Jack Scapa, Brian Robertson, Fransisca Hall, Anjulie Persaud, Ryan S. Jhun                | 3:23  |
| 5.        | 「Rude Love」      | Yorkie, リュウ                 | LDN Noise, Andrew Jackson, Katherine Daisy Syron Russell                                          | LDN Noise                                                                                         | 4:18  |
| 6.        | 「Diamond」        | キム・ヨンフン                 | Jussi Karvinen, Taylor Parks, Ryan S. Jhun                                                        | Jussi Karvinen, Taylor Parks, Ryan S. Jhun                                                        | 3:59  |
| 7.        | 「Traveler」       | JQ, キム・ジンジュ             | Stereotypes                                                                                       | Stereotypes                                                                                       | 3:38  |
| 8.        | 「Papi」           | Kenzie                         | Kenzie, LDN Noise, SHAUN, Ylva Dimberg                                                            | Kenzie, LDN Noise, SHAUN                                                                          | 3:05  |
| 9.        | 「Cash Me Out」    | Kenzie                         | David Dawood, Mark Pellizzer                                                                      | David Dawood, Mark Pellizzer                                                                      | 3:21  |
| 10.       | 「When I’m Alone」 | チョ・ユンギョン               | Bonnie McKee, Matt Radosevich, Steven Robson, Carly Rae Jepsen                                    | ファン・ヒョン（MonoTree）                                                                        | 3:23  |
| 合計時間: | 合計時間:          | 合計時間:                      | 合計時間:                                                                                         | 合計時間:                                                                                         | 35:18 |

## 音楽性
このアルバムはピッチフォーク・メディアの言及によると、f(x)の特徴である過去の作品の『Pink Tape』と『Red Light』で培ってきたエレクトリックポップとシンセポップのスタイルを踏襲している。ビルボードは本作品について、ダンスとハウスに重点を置いていると指摘した。
タイトル曲の『4 Walls』は元々SHINeeの『View』の別バージョンとして製作された楽曲であり、夢幻的で洗練された雰囲気があるディープハウスジャンルのEDMで、SHINeeの『View』、『Married To The Music』やRed Velvetの『Dumb Dumb』などのヒット曲を手掛けたイギリスの作曲家チームのLDN Noiseが作曲に参加している。
『Glitter』はR&Bとシンスポップ、『X』は80年代のファンクと90年代のディスコを取り入れており、『Rude Love』はハウスをベースにしたラウンジミュージックで清涼感が溢れるサウンドが特徴的である。 
『Travelar』はBlock Bのジコとのフィーチャリングソングでレトロスタイルのメロディーと滑らかなラップ詩を特徴とし、『Cash Me Out』はザラ・ラーソンの『Allow Me to Reintroduce Myself』に収録されている同題名の韓国語カバーであり、エレクトロポップのダンスミュージックで構成されている。アルバムの最後に収録されている『When I'm Alone』はカーリー・レイ・ジェプセンが作曲に参加しており、元々カーリーのアルバム『Emotion』に収録される予定であった楽曲であったものの撤回され、楽曲の権利を所属事務所であるSMエンタテインメントが購入した。
楽曲のレコーディングに対してメンバーのルナはこう語っている。
| 「                            | 1曲、1曲長時間レコーディングしながらどんな曲をお聞かせすれば喜ぶだろうかたくさん悩んだ。メンバーたちは個別スケジュールは最大限に自制し、アルバムのレコーディングに集中し、皆一つになってくれた。 | 」 |
| —ルナ（10月27日、V LIVEより） | |    |

## アートワークと世界観
本アルバムではソルリが脱退して4人組に再編成になったことや、4枚目のアルバムである事などから「4」という数字を全面的に押し出している。10月21日に公開された正方形のイメージを45度に傾ければ『4』が浮かび上がることができ、また「2015年10月21日」を配列した「10,21,15」の2桁目の数字を足すと4、1桁目の数字を逆の順から引くと4と浮かび上がる事ができる。
コンセプトフォトではシネマグラフ技法を活用したユニークなイメージが注目を集めた。

ミン・ヒジンが今回のビジュアルコンテンツを担当しており、本アルバムの制作過程について下の様に語っている。
| 「                                           | ソルリが脱退して4人組に改編しなければならなかったが、イメージメイキングをする私にとっては難関で、困難を極めた。ビジュアルメンバーが抜けたので、そのカバーもしなければならなかった。全体的にはビジュアルよりもグループがしっかりして見えなければならないという課題もあった。どうすればプロモーションを面白くすることができるか悩んだ。 | 」 |
| —ミン・ヒジン（Mydailyでのインタビューより） | |    |

### ミュージック・ビデオ
眠りから覚めた現実世界での4人のメンバーは、ある少女がコップを割ったことによってコップが消え、床に注がれた水をもう一人の少女が滑って倒れたことによって4人全員が夢の世界に入ることになる。夢の世界では「君で満たしたMirror Mirror」という歌詞とリンクして、床に水を注ぐ姿や転倒する姿を鏡の中での自身の姿を見る様に茂みの中で目撃する。夢の世界では現実の世界とは異なり、現実ではクリスタルが水を注いでビクトリアが倒れるのに対し、夢の世界ではビクトリアが水を注いでルナが倒れる。これをクリスタルとアンバーが目撃する事で、4人が独立した存在ではない1つの存在であることに気付く。「4人は1つの存在」である事実を悟った4人それぞれは「互いを救う」事を目的に現実世界に目覚め、落とそうとしたコップを受け取ったことによってミュージック・ビデオのストーリーが仕上げられた。
済州島のペンションや森で三日間にわたって撮影が行われたミュージック・ビデオは、全体的な構成として1:1の正方形の画面で始まり、別世界に陥る事によって画面の比率が変わっていく様になっている。

## ライブ・パフォーマンス

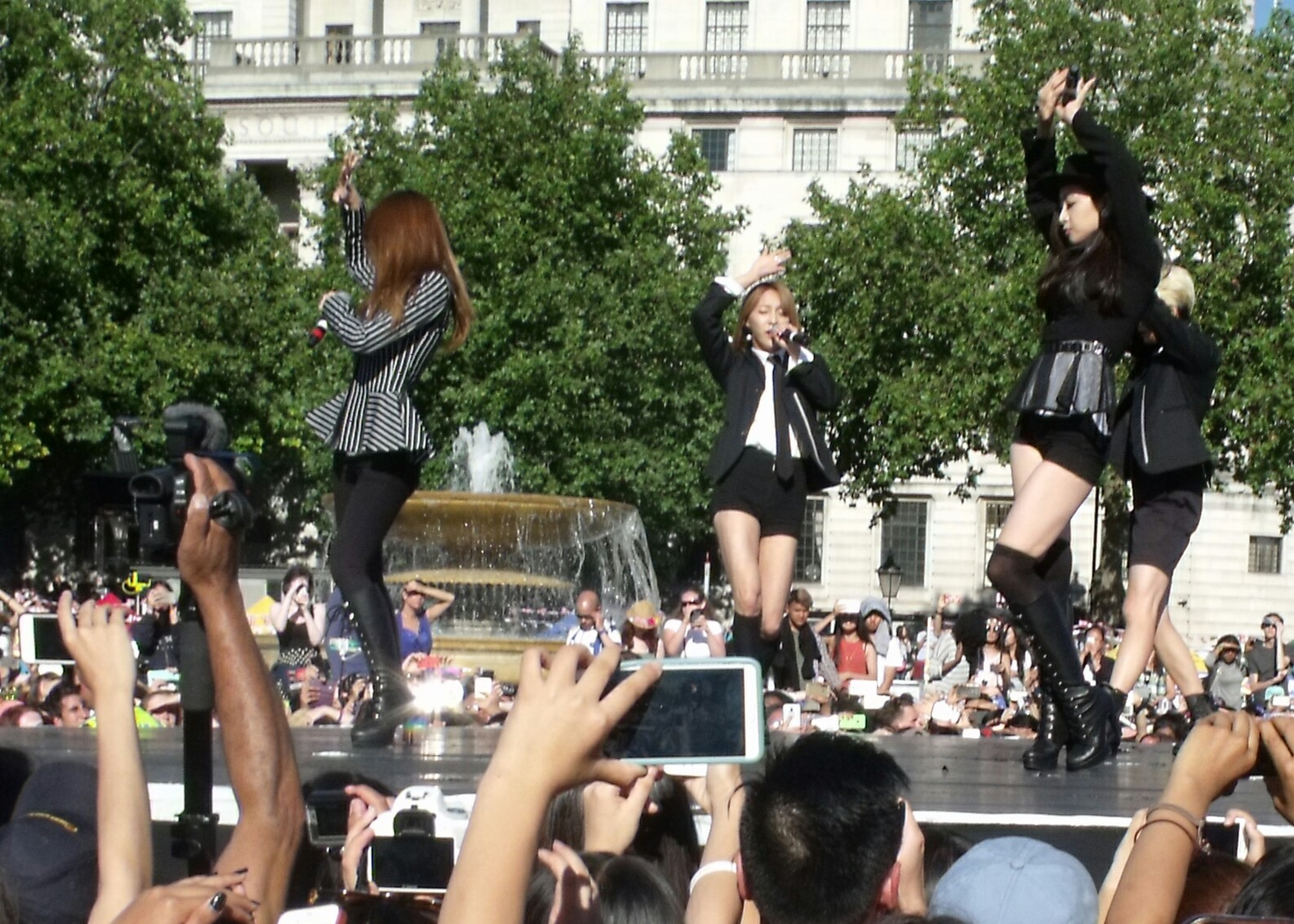
2015年にロンドンで行われたK-POPフェスティバルに出演した際のf(x)

本アルバムのタイトル曲である『4 Walls』は少女時代やRed Velvetなどの振付を担当した日系アメリカ人のKyle Hanagamiによる振付であり、楽曲の雰囲気に合わせた女性的で柔らかい動きが強調されている。
音楽番組で初めて披露されたのは10月29日にMnetで放送された『M COUNTDOWN』で、表題曲の『4 Walls』と収録曲である『Diamond』が披露された。その後も音楽中心やミュージックバンクといった音楽番組に出演した。その後行われた初の単独コンサートである「DIMENSION 4 Docking Station」でも披露され、日本公演である「f(x) the 1st concert DIMENSION 4 - Docking Station in JAPAN」でも披露された。

## 評価
- 音楽サービスのMelonが選定したK-POP名曲100選に表題曲が40位でランクインした[29]。表題曲について音楽評論家のキム・ユンハは「4 Wallsを通じて新しく生まれたものは単なる4人組のf(x)だけではない。表題曲の他にも純度が高いエレクトロポップを盛り込んだ完成度の高いアルバムと共にf(x)は、世界がしばしば言う10代が好むアイドルグループという枠を超えた『洗練されたK-POP』として浮上し、神秘的で洗練された音楽とイメージを総制する」とコメントをした[30]。
- 音楽評論家のユ・ジョンフンは本アルバムを「アイドルの限界を一歩超えた賢い選択」と評し、続けて「既存の個性溢れる歌詞と独創的な音楽性を自然に減らし、ディープハウスとラウンジミュージックの夢幻的で洗練された感性を全面に掲げ、一層真摯に成熟した内面の音楽的世界を広げた様に感じた」とコメントをした[31]。

## 成績
| 歌          | 放送局 | プログラム         | 日付           |
| ----------- | ------ | ------------------ | -------------- |
| 「4 Walls」 | Mnet   | M COUNTDOWN        | 2015年11月5日  |
| 「4 Walls」 | Mnet   | M COUNTDOWN        | 2015年11月19日 |
| 「4 Walls」 | KBS    | ミュージックバンク | 2015年11月6日  |
| 「4 Walls」 | KBS    | ミュージックバンク | 2015年11月13日 |
| 「4 Walls」 | SBS    | THE SHOW           | 2015年11月10   |

10月27日の午前12時にリリースされてからMelonやgenie、Bugs!やNAVER MUSICなどといった合計7つの音楽チャートのリアルタイムランキングで表題曲が1位を獲得した。中国の音楽チャートである百度King傍のリアルタイムランキングでは全収録曲が上位圏にランクインした。
11月15日にビルボードワールドアルバムチャートで最高順位1位を獲得し、自身の記録としてはPink Tape以来2回目の1位獲得である。ヒートシーカーズアルバムチャートでは最高順位7位を獲得した。

## リリース日程
| 地域   | 日時           | フォーマット     | 流通                           |
| ------ | -------------- | ---------------- | ------------------------------ |
| 韓国   | 2015年10月27日 | CD、デジタル配信 | SMエンタテインメント、KT Music |
| 全世界 | 2015年10月27日 | デジタル配信     | SMエンタテインメント           |